# Брідоцька сільська рада (Теплицький район)
| Брідоцька сільська рада — колишній орган місцевого самоврядування у Теплицькому районі Вінницької області з адміністративним центром у с. Брідок. Сільській раді були підпорядковані населені пункти: - с. Брідок |

## Склад ради
Рада складалася з 12 депутатів та голови.

## Керівний склад сільської ради
| ПІБ                       | Основні відомості                                                                  | Дата обрання | Дата звільнення |
| ------------------------- | ---------------------------------------------------------------------------------- | ------------ | --------------- |
| Продан Василь Мефодійович | Сільський голова, 1959 року народження, освіта, член Соціалістичної партії України | 26.03.2006   | 31.10.2010      |
| Пилипак Анатолій Іванович | Сільський голова, 1955 року народження, освіта середня загальна, безпартійний      | 31.10.2010   |                 |

Примітка: таблиця складена за даними джерела